# Stade Perilo Teixeira
Le Stade Perilo Teixeira (en portugais : Estádio Perilo Teixeira), également connu sous le nom de Stade municipal Perilo Teixeira (en portugais : Estádio Municipal Perilo Teixeira) et surnommé le Perilão, est un stade de football brésilien situé dans la ville d'Itapipoca, dans l'État du Ceará.
Le stade, doté de 10 000 places et inauguré en 1993, sert d'enceinte à domicile à l'équipe de football de l'Itapipoca Esporte Clube.

## Histoire
Le stade ouvre ses portes en 1993. Il est inauguré le 31 août 1993.
Il est rénové en 2018.